# المبارزى (إب)

تعديل مصدري - تعديل

المبارزى محلة تابعة لقرية جبل برط، التابعة لعزلة جبل معود بمديرية إب إحدى مديريات محافظة إب في الجمهورية اليمنية.، بلغ تعداد سكانها 186 حسب تعداد اليمن لعام 2004.